# Katherine Wotton
Catherine Hastings, contessa di Chesterfield (Boughton Malherbe, 1609 – Londra, 9 aprile 1667), è stata una nobildonna e cortigiana inglese, era la confidente di Maria, principessa Reale e Principessa d' Orange.

## Biografia
Era la figlia maggiore di Thomas Wotton, II barone di Wotton, e di sua moglie, Mary, figlia di Sir Arthur Throckmorton di Paullo, Northamptonshire.

## Matrimoni

### Primo Matrimonio
Nel 1628 sposò Henry, Lord Stanhope, figlio di Philip Stanhope, I conte di Chesterfield. Ebbero quattro figli:
- Lady Mary Stanhope (7 ottobre 1629)
- Lady Catherine Stanhope (?-19 novembre 1662)
- Wotton Stanhope (dicembre 1632)
- Philip Stanhope, II conte di Chesterfield (1633-28 gennaio 1714)

Suo marito morì prematuramente nel 1634.

### Secondo Matrimonio
Dopo essere stata corteggiata da diversi pretendenti, sposò Jehan van der Kerckhove, signore di Heenvliet, nei primi mesi del 1641. Egli era uno dei diplomatici coinvolti nei negoziati per il matrimonio tra Guglielmo II, principe d'Orange e la Principessa Reale Maria, figlia di re Carlo I.
Ebbero tre figli:
- Charles van der Kerckhove, I conte di Bellomont (1643-1683)
- Lady Amelie van der Kerckhove (1646-1663)
- Lady Helena Dorothea van der Kerckhove (?-1703)

Dopo il matrimonio di Guglielmo e Maria, ne maggio 1641, seguì il marito nei Paesi Bassi. Divenne la confidente e consigliera della principessa.
Durante la guerra civile inglese, si schierò con Carlo I e il suo erede, il futuro re Carlo II. Si dice che li abbia sostenuto, sia politicamente che finanziariamente.
Suo marito morì nel 1660. Carlo II la creò contessa di Chesterfield, in riconoscimento sia per il suo servizio che per la sua amicizia. Rimase in servizio presso la principessa Maria fino alla morte di quest'ultima, per malattia, il 24 dicembre 1660. Poi passò al servizio di Anna, duchessa di York, e nel 1662 per la regina, Caterina di Braganza.

### Terzo Matrimonio
Nel 1662 sposò Daniel O'Neill, un cortigiano e sostenitore del re durante la guerra civile. Suo marito morì nel 1664 lasciandole una notevole fortuna.

## Morte
Morì per un edema nel 1667, e fu sepolta nella tenuta di suo padre.